# (523777) 2014 YF50
(523777) 2014 YF50 ist ein großes transneptunisches Objekt, das bahndynamisch als Scattered Disk Object (SDO) eingestuft wird. Aufgrund seiner Größe gehört der Asteroid möglicherweise zu den Zwergplanetenkandidaten.

## Entdeckung
2014 YF50 wurde am 29. Dezember 2014 von einem Astronomenteam, bestehend aus B. Gibson, T. Goggia, N. Primak, A. Schultz und M. Willman, auf Bildern des 1,8-m-Pan-STARRS-Teleskops (PS1), die am 21. November 2010 gemacht wurden, am Haleakalā-Observatorium (Maui) entdeckt. Die Entdeckung wurde am 17. Juli 2016 bekanntgegeben, der Planetoid erhielt am 25. September 2018 von der IAU die Kleinplaneten-Nummer 523777.
Nach seiner Entdeckung ließ sich 2014 YF50 auf Fotos bis zum 21. November 2010, die ebenfalls im Rahmen des Pan-STARRS-Programmes gemacht wurden, zurückgehend identifizieren und so seinen Beobachtungszeitraum um vier Jahre verlängern, um so seine Umlaufbahn genauer zu berechnen. Bisher wurde der Planetoid nur durch das Pan-STARRS-Teleskop beobachtet. Im Oktober 2018 lagen insgesamt 193 Beobachtungen über einen Zeitraum von 8 Jahren vor. Die bisher letzte Beobachtung wurde im Mai 2018 auch am Pan-STARRS-Teleskop (PS1) durchgeführt. (Stand 13. März 2019)

## Eigenschaften

### Umlaufbahn
2014 YF50 umkreist die Sonne in 712,33 Jahren auf einer stark elliptischen Umlaufbahn zwischen 35,71 AE und 123,81 AE Abstand zu deren Zentrum. Die Bahnexzentrizität beträgt 0,552, die Bahn ist 18,20° gegenüber der Ekliptik geneigt. Derzeit ist der Planetoid 35,77 AE von der Sonne entfernt. Das Perihel durchläuft er das nächste Mal 2022, der letzte Periheldurchlauf dürfte also im Jahre 1309 erfolgt sein.
Sowohl Marc Buie (DES) als auch das Minor Planet Center klassifizieren den Planetoiden als SDO; letzteres führt ihn allgemein auch als «Distant Object».

### Größe
Derzeit wird von einem Durchmesser von 373 km ausgegangen, basierend auf einem Rückstrahlvermögen von 8 % und einer absoluten Helligkeit von 5,6 m. Ausgehend von diesem Durchmesser ergibt sich eine Gesamtoberfläche von etwa 437.000 km2. Die scheinbare Helligkeit von 2014 YF50 beträgt 21,04 m.
Da es denkbar ist, dass sich 2014 YF50 aufgrund seiner Größe im hydrostatischen Gleichgewicht befindet und somit weitgehend rund sein könnte, erfüllt er möglicherweise die Kriterien für eine Einstufung als Zwergplanet. Mike Brown geht davon aus, dass es sich bei 2014 YF50 um vielleicht einen Zwergplaneten handelt.
| Jahr                                         | Abmessungen km | Quelle   |
| -------------------------------------------- | -------------- | -------- |
| 2018                                         | 368,0          | Johnston |
| 2018                                         | 373,0          | Brown    |
| Die präziseste Bestimmung ist fett markiert. |                |          |